# Plesiothoa bucarina
Plesiothoa bucarina är en mossdjursart som beskrevs av Tilbrook, Hayward och Gordon 200. Plesiothoa bucarina ingår i släktet Plesiothoa och familjen Hippothoidae. Inga underarter finns listade i Catalogue of Life.